# 士丹摩 (新南威爾斯州)
士丹摩是澳洲新南威爾斯州雪梨內西區的一個市區，位於雪梨商業中心區西南6（3.7英里）處，內西區議局地方政府行政區內。

## 學校

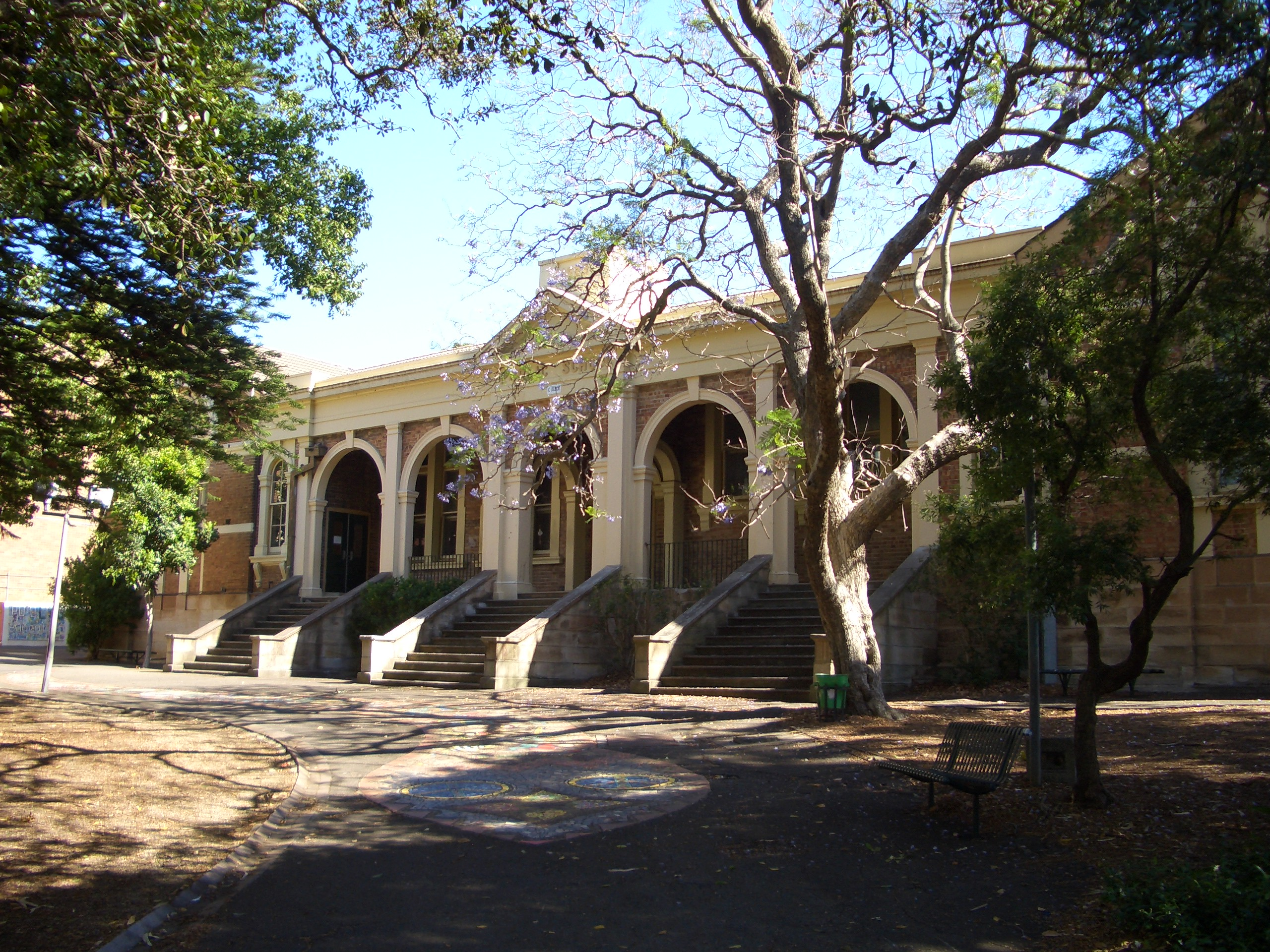
士丹摩公立學校

- 士丹摩公立學校
- 士丹摩聖彌額爾天主教小學

## 教堂
- 聖彌額爾總領天使天主堂
- 浸信會士丹摩堂

## 知名居民
- 維維恩·戈登·鮑登，外交官
- 哈羅德·霍爾特，第17任澳洲總理

## 外部連結
- Stanmore Baptist Church Website （页面存档备份，存于）
- Official Newtown, Stanmore Government Website （页面存档备份，存于）
- Chrys Meader - Marrickville Council. . Dictionary of Sydney. 2008  [29 September 2015]. （原始内容存档于2024-03-03）. [CC-By-SA]

33°53′39″S 151°09′52″E / 33.8942°S 151.1644°E